# Nyctibora laevigata
Nyctibora laevigata es una especie de cucaracha del género Nyctibora, familia Ectobiidae. Fue descrita científicamente por Palisot de Beauvois en 1805.
Habita en Jamaica, Haití y Honduras.